# HGÜ Zürich–Wettingen

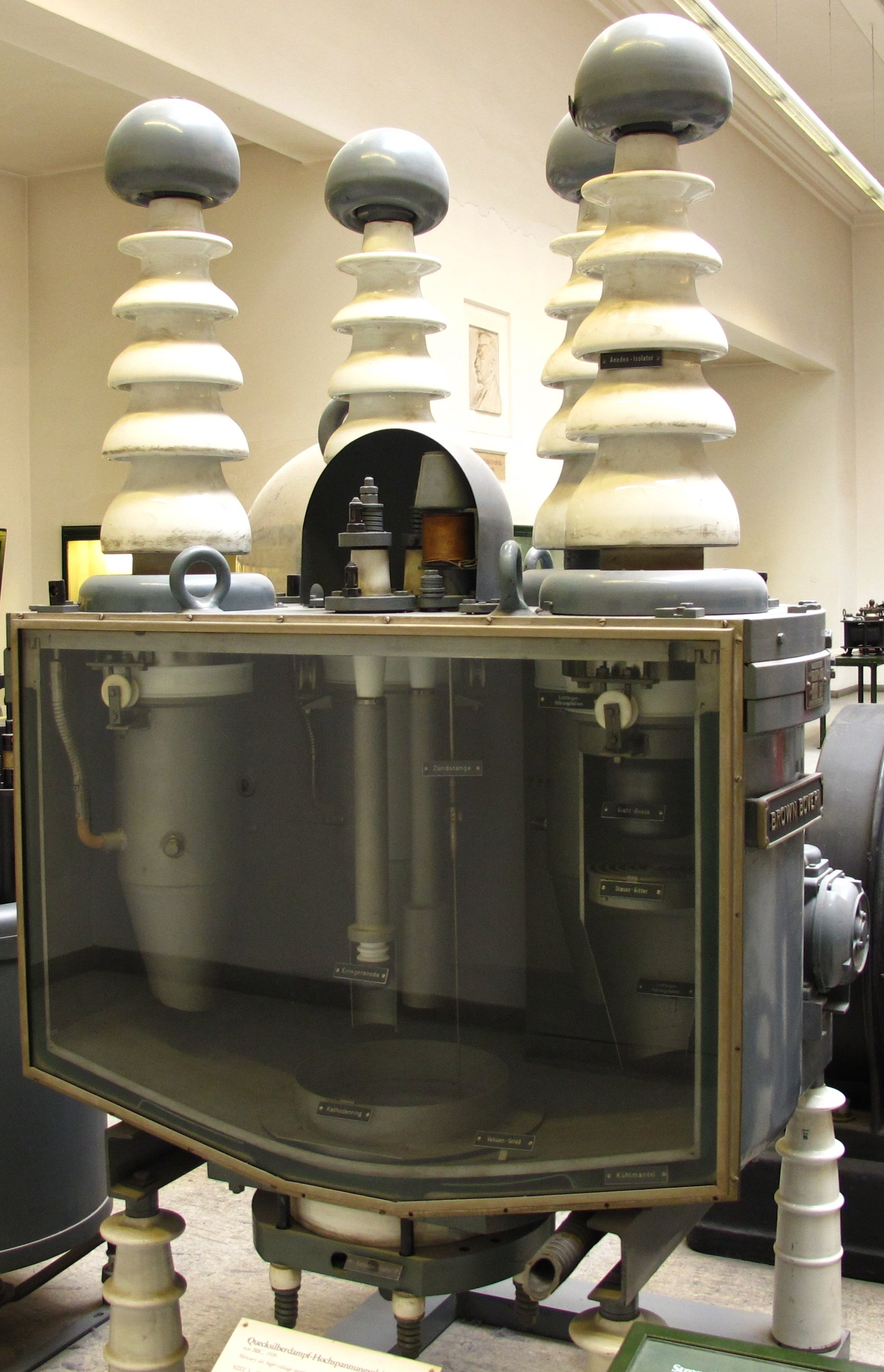
50 kV Quecksilberdampfgleichrichter auf HGÜ Zürich-Wettingen

Die HGÜ Zürich–Wettingen war eine 1939 von der Firma Brown, Boveri & Cie. für die Schweizerische Landesausstellung errichtete experimentelle Hochspannungs-Gleichstrom-Übertragungsleitung (HGÜ), die bei einer Spannung von 50 kV eine Leistung von maximal 500 kW übertragen konnte. Die HGÜ Zürich–Wettingen war eine monopolare (einpolige) Leitung, die die Erde als Rückleiter benutzte.
Einer der damals verwendeten Quecksilberdampfgleichrichter befindet sich heute im Deutschen Museum in München.